# Palais San Carlos
Le palais San Carlos (en espagnol : Palacio de San Carlos ; anciennement Colegio Seminario de San Bartolomé ), est une bâtisse d'architecture néo-classique du XVIe siècle située à Bogotá, capitale de la Colombie. Depuis décembre 1993, le palais abrite le ministère des Affaires étrangères,.
Il acquiert le statut de monument national via la décret no 1584 du 11 août 1975.